# Hamed Namouchi
Hamed Namouchi (* 14. Februar 1984 in Cannes) ist ein tunesischer ehemaliger Fußballspieler. Hamed Namouchi ist Doppelstaatsbürger von Tunesien und Frankreich.

## Karriere

### Verein
Namouchis erste Profistation war der AS Cannes. Bei dem Verein seines Heimatortes spielte der Mittelfeldspieler zwischen 2000 und 2003. In drei Jahren kam er dort aber nur zu einem Ligaeinsatz. Im September 2003 verpflichtete ihn der schottischen Verein Glasgow Rangers ablösefrei. Auf seinen ersten Ligaeinsatz wartete Namouchi aber noch bis Januar 2004. 2005 feierte er mit Glasgow die Schottische Meisterschaft und den Ligapokalsieg. Dies sind seine bisher größten Erfolge. Seit 2006 spielt Namouchi beim FC Lorient.
Am 22. Dezember 2009 gab der deutsche Erstligaverein SC Freiburg die Verpflichtung des Allrounders zum 1. Januar 2010 bekannt. Bereits im November des gleichen Jahres spielte der Tunesier bereits für die Breisgauer in einem Testspiel. In Freiburg erhielt er einen Vertrag bis Saisonende. Nach anhaltenden muskulären Problemen, die nur einen Einsatz zuließen, sah der SC Freiburg von einer Vertragsverlängerung ab.
Im November 2010 unterzeichnete Namouchi einen Vertrag beim französischen Zweitligisten Grenoble Foot. Dort kam er bis zum Saisonende 2010/11 zu vier Einsätzen. Sein auslaufender Vertrag wurde auch hier nicht verlängert.
Im Januar 2012 wurde Namouchi dann vom tunesischen Erstligisten Étoile Sportive du Sahel verpflichtet. Dort erhielt er einen langfristigen Vertrag bis zum 30. Juni 2015.

### Nationalmannschaft
Seinen Einstand für Tunesien gab er 2005 in einem Länderspiel gegen Malawi. Bei der WM 2006 in Deutschland absolvierte er alle drei Gruppenspiele für Tunesien, nach denen seine Mannschaft jedoch bereits vorzeitig aus dem Turnier ausschied. Zuvor nahm er mit dem tunesischen Team bereits am Konföderationen-Pokal 2005 und der Fußball-Afrikameisterschaft 2006 teil.

## Erfolge
- Schottischer Meister: 2005
- Schottischer Ligapokalsieger: 2005